# Dinosaurus
Dinosaurus — викопний рід терапсид із суперечливою спорідненістю. Його тип і єдиний вид — Dinosaurus murchisonii. Відомий лише з часткової морди з пермського періоду Росії. Його таксономічна історія переплітається з кількома іншими маловідомими російськими терапсидами, зокрема Rhopalodon, Brithopus і Phthinosuchus.
Dinosaurus не є динозавром; подібність назв випадкова. Динозаври є рептиліями, тоді як Dinosaurus є терапсидом і, як такий, більш тісно пов'язаний зі ссавцями. Dinosauria був названий лише за п'ять років до Dinosaurus, у 1842 році.